# Volume Two (Sleep)
Volume Two è il primo EP del gruppo musicale stoner rock/doom metal statunitense Sleep, pubblicato nel 1992 dalla Off the Disk Records. 

## Il disco
Il disco contiene una cover del brano Lord of This World dei Black Sabbath e due registrazioni di brani che, in seguito, appariranno in versione differente nel successivo album Sleep's Holy Mountain.

## Curiosità
L'immagine di copertina è molto simile a quella di Vol. 4 dei Black Sabbath.

## Tracce
1. Lord of This World (live) – 6:37
2. The Druid – 4:46
3. Nain's Baptism – 1:57

## Formazione
- Al Cisneros – voce, basso
- Matt Pike – chitarra elettrica
- Chris Hakius – batteria